# Девід Ф. Сандберг
Девід Ф. Сандберг (англ. David F. Sandberg, нар. 21 січня 1981) — шведський кінорежисер. Відомий як кінорежисер багатьох фільмів жахів, серед яких: «Не вимикай світло», «Анабель: Створення». Також був режисером сьомого фільму Світів DC — «Шазам!».

## Біографія
Девід Ф. Сандберг народився в 1981 році в Єнчепінгу, що у Швеції. За словами Сандберга, він виріс переглядаючи фільми та знімаючи їх на батькову камеру VHS-C. У підлітковому віці працював у відео-магазині, і заощаджував гроші, щоб купити свою власну відеокамеру для кіновиробництва.

## Особисте життя
Сандберг одружився з актрисою, дизайнером і фотографом Лотою Лостен в 2013 році. Вона знімалася у багатьох короткометражних фільмах Сандберга, включаючи «Не вимикай світло». Вони переїхали до Лос-Анджелеса в 2015 році.

## Фільмографія
| Рік  | Українська назва   | Роль    | Роль     | Роль      | Примітки             |
| Рік  | Українська назва   | Режисер | Продюсер | Сценарист | Примітки             |
| ---- | ------------------ | ------- | -------- | --------- | -------------------- |
| 2013 | Не вимикай світло  | Так     | Так      | Так       | Короткометражний     |
| 2016 | Не вимикай світло  | Так     | Ні       | Ні        | Повнометражний дебют |
| 2017 | Анабель: Створення | Так     | Ні       | Ні        |                      |
| 2019 | Шазам!             | Так     | Ні       | Ні        |                      |
| 2023 | Шазам 2            | Так     | Ні       | Ні        |                      |
| 2025 | До світанку        | Так     | Так      | Ні        |                      |